# Walford, Iowa
Walford är en ort i Benton County, och Linn County, i Iowa. Vid 2010 års folkräkning hade Walford 1 463 invånare.